# ماريا فيتروفا
ماريا فيدوسييفنا فيتروفا (بالأوكرانية: Марія Федосіївна Вєтрова)‏; 3 يناير 1870 – 24 فبراير 1897) كانت معلمة وثورية أوكرانية. بعد العمل كمعلمة في أجزاء مختلفة من أوكرانيا والانضمام لفترة وجيزة إلى فرقة مسرحية، انضمت إلى دائرة اشتراكية في أزوف وأصبحت من مناصرين أعمال ليو تولستوي. واصلت دراستها في سانت بطرسبرغ، لكنها تحفزت لتصبح ثائرة بعد لقائها بتولستوي نفسه. اعتقلت بتهمة نشاطات نشر مناهضة للقيصرية وتوفيت عن طريق إشعال النار في النفس في قلعة بطرس وبولس. أصبحت وفاتها عاملا مؤثر للصعود بحركة طلابية مناهضة للقيصرية.

## السيرة الذاتية
ولدت ماريا فيدوسييفنا فيتروفا في 3 يناير 1870، في سولونيفكا, في مقاطعة تشيرنيهيف في الإمبراطورية الروسية (الآن مقاطعة تشيرنيهيف، أوكرانيا). كانت ابنة غير شرعية لامرأة قوزاقية, أوليكساندرا فيتروفا، وكاتب عدل محلي، وكانت قد تربت كيتيمة عن طريق امرأة ريفية كانت تدعوها "جدتها". في عام 1888، تخرجت كمعلمة، وذهبت للتدريس في مدرسة ريفية في ليوبيك في مقاطعة تشرنيهيف.
كان راتبها المتواضع كمعلمة غير كافٍ لاعالتها وحدها في القرية الريفية الصغيرة. في أبريل 1889، انضمت إلى فرقة ميكولا سادوفسكي التمثيلية. سافرت في جميع أنحاء أوكرانيا، ولعبت في مسارح صغيرة بأزياء ومجموعات أساسية. ولكن عندما ذهبت لتقديم أدائها الأول، شعرت بالخوف وتركت فرقة المسرح.
انتقلت إلى أزوف لاستئناف عملها كمعلمة. هناك انضمت إلى الدائرة الاشتراكية المحلية وأصبحت صديقة مقربة من نارودنكي يدعى "أنتيب كولاكوف". أصبحت قارئة نشطة وكانت متاثرة خصوصًا من مقال ليو تولستوي "ما هي السعادة؟" مع مرور السنوات، أصبحت تحمل الدافع لمتابعة دراستها. في عام 1894، غادرت أزوف وسجلت في دورات بستوزيف في جامعة سانت بطرسبرغ الإمبراطورية. لكنها تعرضت للإحباط بسرعة من قبل أساتذتها، حيث وجدت محاضراتهم غير محفزة فكرياً. في العام التالي التقت تولستوي نفسه، الذي ألهمها لتصبح ثائرة. بدأت بعد ذلك تدريس اللغة الروسية والحساب في مدرسة الأحد للعمال، في مصنع أوبوخوف.
في 24 يونيو 1897، نفذت السلطات اعتقالات جماعية للأشخاص في سانت بطرسبرغ المشتبه بهم في عملية نشر وترويج للحركة النارودنكية. كانت فيتروفا تعرف العديد من الأشخاص الذين تم اعتقالهم. في 2 يناير 1897, اعتقلت لحيازتها لمواد دعائية مناهضة للحكومة وكانت مشتبهة أيضاً بالمشاركة في عملية الطباعة الثورية. سُجنت في قلعة بطرس وبولس, حيث أضرمت النار في نفسها في 20 فبراير 1897 وتوفيت من حروقها في 24 فبراير 1897. حاول السجن تغطية انتحارها، ودُفنت سرًا في مقبرة بريوبرازينسكي في سانت بطرسبرغ.

## التراث
تسربت أخبار وفاتها في الشهر التالي، أدت الى احتجاجات طلابية غاضبة في سانت بطرسبرغ، موسكو وكييف. في 4 مارس 1897، اجتمع خمسة آلاف شخص في كاتدرائية كازان في سانت بطرسبرغ لتقديم احترامهم لفيتروفا، ولكن تم حظر الخدمة التذكارية، واعتقل 850 متظاهرًا. من بين الحاضرين كانوا نيكولاي بيكيتوف، نيكولاي كاريف, قالب:فلاديمير لامانسكي, سيرغي بلاتونوف ونيستور كوتلياريفسكي. ستانيسلاف ستروميلين. أصبحت كاتدرائية قازان نقطة تحول للمزيد من المظاهرات الطلابية.
أعلنت فيتروفا شهيدة ثورية من قبل ميكولا فوروني وبوريس هرينتشنكو, بينما أصدرت منظمات ثورية سرية بيانات باسمها. دفع ليو تولستوي نفسه أيضًا تحية لذكراها.

## فهرس
- Shulyatikov, Vladimir (16 Mar 2010). "Мария Ветрова в памяти поколений" [Mariia Vetrova in the memory of generations]. Gorodnya (بالروسية). Archived from the original on 2021-01-08. Retrieved 2024-01-10.
- Usenko, Pavlo Heorhiyovych (2003). "ВІТРОВА Марія Федосіївна" [VITROVA Mariia Fedosiivna]. In Smoliy, V. A. (ed.). Encyclopedia of History of Ukraine (بالأوكرانية). كييف: معهد تاريخ أوكرانيا. Vol. 1. Archived from the original on 2024-01-10. Retrieved 2024-01-10.